# Luigi Catani (attore)
Luigi Catani (Napoli, 16 settembre 2000) è un attore italiano.

## Biografia
Debutta  nel 2011 con La kryptonite nella borsa, scritto e diretto da Ivan Cotroneo, nel ruolo del protagonista Peppino Sansone (film in concorso al Festival Internazionale del Film di Roma 2011). 
Nel 2012 sarà Ettore nel film Nina diretto da Elisa Fuksas, accanto a Diane Fleri. 
Nel 2018 è protagonista del film Dei diretto da Cosimo Terlizzi, prodotto da Riccardo Scamarcio, Valeria Golino e Viola Prestieri. 
Nel 2019 lo ritroviamo tra il cast di Magari diretto da Ginevra Elkann
Luigi Catani, inoltre, ha fatto parte del coro di voci bianche del Teatro San Carlo di Napoli.

## Filmografia
- La Kryptonite nella borsa, regia di Ivan Cotroneo (2011)
- Nina, regia di Elisa Fuksas (2012)
- Dei, regia di Cosimo Terlizzi (2018)
- Magari, regia di Ginevra Elkann (2019)